# Amerykanie pochodzenia rumuńskiego
Amerykanie pochodzenia rumuńskiego (rum. Român American) – obywatele lub rezydenci Stanów Zjednoczonych, których przodkowie pochodzą z Rumunii, bądź też imigranci z tego kraju. W spisie ludności z 2005 roku 367 310 Amerykanów podało pochodzenie rumuńskie jako najważniejsze, zaś 462 526 podało iż ma częściowe rumuńskie korzenie. Taki podział bierze się stąd, iż ludność Stanów Zjednoczonych jest w ogromnej większości pochodzenia mieszanego, w cenzusie na pytanie o pochodzenie ludzie deklarują więc to, które jest dla nich najważniejsze np. Matt Stone, scenarzysta kreskówki South Park, którego matka jest żydówką a ojciec Irlandczykiem, deklaruje się jako amerykański Żyd (ang. Jewish American).
Inne źródła, jak na przykład Romanian-American Network, podają, iż około 1 200 000Amerykanów jest pochodzenia rumuńskiego. Różnica między tymi danymi może brać się stąd, iż dane Romanian-American Network obejmują ludzi, którzy mając wśród przodków Rumunów, nie poczuwają się do tych korzeni, lub ich przodkowie pochodzili z Rumunii, ale nie byli Rumunami (tylko na przykład Żydami). Liczba Amerykanów pochodzenia rumuńskiego różni się zależnie od danych i przyjętych kryteriów.

## Historia
Migracje Rumunów do Stanów Zjednoczonych przypadają na drugą połowę XIX wieku. Migrowano głównie z terenów znajdujących się pod władzą Austro-Węgier: Transylwanii, Banatu, Bukowiny, Kriszany i Marmaroszu.
Część imigrantów nie wyjeżdżała na stałe, po dorobieniu się wracali do Europy. Ci którzy decydowali się na pozostanie osiadali głównie w regionach będących centrami przemysłowymi, przede wszystkim w miastach nad Wielkimi Jeziorami (Chicago, Detroit, Cleveland). Migrowała także ludność z terenów Małej Rumunii, jak nazywano tereny zamieszkane przez Rumunów, nie znajdujące się pod kontrolą Austro-Węgier. Ci imigranci byli w większości rumuńskimi żydami i osiadali w Nowym Jorku. W latach 1881–1914 około 75 000 żydów opuściło Rumunię, większość z nich wyemigrowała do USA.
W latach międzywojennych liczba etnicznych Rumunów migrujących do Stanów Zjednoczonych znacznie spadła, co było efektem rozwoju gospodarki rumuńskiej. Wzrosła za to liczba przybywających żydów rumuńskich, czego przyczyną była nasilająca się działalność faszystów, na przykład Żelaznej Gwardii.
Następne migracje Rumunów miały związek z przejęciem władzy przez komunistów i pogarszającą się sytuacją gospodarczą i polityczną.
W spisie ludności z 2000 roku 340 000 Amerykanów w wieku powyżej 5 lat (ok. 0,11% całej populacji amerykańskiej) zadeklarowało znajomość języka rumuńskiego co plasuje ten język na 21 pozycji wśród najczęściej używanych języków w USA.

## Rozmieszczenie
Amerykanie pochodzenia rumuńskiego zamieszkują niemal wszystkie stany, ale najwięcej jest ich na wschodzie i północnym wschodzie kraju. Najliczniej zamieszkują Michigan, Ohio, Illinois i Nowy Jork. Większe wspólnoty mieszkają również w Georgii, na Florydzie, w Alabamie, Arizonie i Kalifornii.

## Kultura
Kultura rumuńska uległa silnym wpływom amerykańskim na skutek asymilacji imigrantów, ale jest kultywowana przez społeczność rumuńskich Amerykanów do dzisiaj.
Jej ślady widać w wielu dziedzinach, istnieją rumuńskie gazety, kościoły, restauracje, zespoły muzyczne i wiele wiele innych. Działają również rumuńskie organizacje takie jak Romanian-American Congres. Świątynie rumuńskiego kościoła prawosławnego znajdują się praktycznie w każdym dużym mieście. Wielu amerykańskich Rumunów oprócz angielskiego zna także język swoich przodków.